# مارك أبراهامز
مارك أبراهامز (بالإنجليزية: Marc Abrahams) هو متواصل علمي أمريكي، ولد في 1956.